# Diocesi di Asuoremista
La diocesi di Asuoremista (in latino: Dioecesis Asuoremixtensis) è una sede soppressa e sede titolare della Chiesa cattolica.

## Storia
Asuoremista, nell'odierna Algeria, è un'antica sede episcopale della provincia romana della Mauritania Sitifense.
Unico vescovo conosciuto di questa antica diocesi africana è Emilio, il cui nome appare al 36º posto nella lista dei vescovi della Mauritania Sitifense convocati a Cartagine dal re vandalo Unerico nel 484; Emilio, come tutti gli altri vescovi cattolici africani, fu condannato all'esilio.
Dal 1933 Asuoremista è annoverata tra le sedi vescovili titolari della Chiesa cattolica; l'attuale vescovo titolare è Woldetensaé Ghebreghiorghis, già vicario apostolico di Harar.

## Cronotassi

### Vescovi residenti
- Emilio † (menzionato nel 484)

### Vescovi titolari
- Jorge Francisco Mosquera Barreiro, O.F.M. † (21 aprile 1964 - 26 settembre 1990 deceduto)
- Woldetensaé Ghebreghiorghis, O.F.M.Cap., dal 21 dicembre 1992